# Martin Hurson
Martin Edward Hurson (gaelico: Mairtin Ó hUrsain; Cappagh, 13 settembre 1956 – Long Kesh, 13 luglio 1981) è stato un militante dell'IRA morto durante il secondo sciopero della fame nel Carcere di Maze, nella località di Long Kesh (Irlanda del Nord).

## Biografia
Martin nasce in una fattoria tra Cappagh e Galbally, una delle zone di maggior tradizione repubblicana dell'Irlanda del Nord (4 degli 8 membri dell'IRA uccisi dal SAS a Loughgall nel 1987 erano originari della zona).
Di famiglia contadina, penultimo di 9 fratelli, 6 femmine e 3 maschi, a 14 anni Martin perde la madre. Dopo aver passato alcuni mesi a lavorare in Inghilterra nel 1973 torna e casa ed entra nell'IRA.
Arrestato nel 1976 viene condannato a 20 anni e, appena arrivato al carcere di Long Kesh, si unisce alla protesta dei detenuti repubblicani. Il 29 maggio 1981 inizia il digiuno in sostituzione di Brendan McLaughlin che aveva dovuto interrompere lo sciopero a causa di un'ulcera perforata. Dopo 46 giorni Martin muore improvvisamente il 13 luglio 1981 a causa di complicazioni. Il suo digiuno sarà il più breve di tutti coloro che moriranno.
Martin Hurson è ricordato da un monumento eretto a Cappagh vicino al pub Boyle's (nel 1991 un commando dell'UVF del Mid-Ulster, guidato probabilmente da Billy Wright, uccise nel parcheggio del pub 3 membri dell'IRA). È sepolto nel cimitero di Galbally, nella contea del Tyrone.